# Wiener astronomische Schule
Als Wiener astronomische Schule wird eine Gruppe von Astronomen und Humanisten bezeichnet, die im Spätmittelalter (14. bis 16. Jahrhundert) für eine Reform der wissenschaftlichen Himmelskunde tätig waren. Angeregt wurde dieser Impuls durch die Gründung der Universität Wien im Jahre 1365.

## Johannes von Gmunden
Als Begründer gelten Heinrich von Langenstein (1325–1397, auch Heinrich von Hessen genannt) – der Reorganisator und Rektor der jungen Universität – und der Oberösterreicher Johannes von Gmunden (ca. 1380–1442). Dieser wurde 1406 an der Wiener Universität zum Magister promoviert und hielt bald Vorlesungen über Mathematik, die Physik des Aristoteles und die Logik des Petrus Hispanus. Johannes ließ seine Schüler astronomische Instrumente aus Pappe anfertigen und den Gebrauch des Astrolabiums üben. Er gab 1437 verbesserte Planetentafeln heraus und ab 1439 die ersten jemals gedruckten Kalender. Seine astronomischen, und mathematischen Handschriften (u. a. zum Astrolab und zur Theorie von Winkelfunktionen) wurden zum Grundstock der späteren Universitätsbibliothek.

## Georg von Peuerbach
Sein Nachfolger wurde 1453 Georg von Peuerbach – als erster Professor speziell für Astronomie. Er entwickelte neuartige Messinstrumente und griff auch Johannes’ Anregung zur Neubearbeitung der Alfonsinischen Tafeln auf, die er mit seinem Schüler Regiomontanus durchführte. Durch seine kommentierten Neubearbeitungen der Planetenbewegung nach Ptolemäus stand er am Anfang einer naturwissenschaftlichen Revolution, die zu Kopernikus und Kepler führte. Die erkannten Mängel im Almagest bearbeitete er am griechischen Original Kardinal Bessarions statt an der üblichen arabischen Übersetzung.
Diese Studien waren zusätzlich zweifach motiviert: Das Sonnenjahr hatte sich immer weiter vom Julianischen Kalender entfernt, und für die Schiffsnavigation waren genauere „Sternbücher“ notwendig. In die päpstliche Kommission zur Kalenderreform berufen, starb er aber mit 38 Jahren noch vor der Romreise.

## Regiomontan und seine Nachfolger
Regiomontanus (1436–1476, Johannes Müller aus Königsberg/Franken) setzte sein Werk fort—insbesondere am Almagest, in der Kalenderreform und den Beobachtungen—und wurde noch bedeutender als Peuerbach, dessen überarbeitete Planetentheorie er 1472 drucken ließ. In Wien 1457 zum Magister promoviert, lehre er zunächst Mathematik und wurde zum Begründer der modernen Trigonometrie. Seine genauen Kometen- und Planetenbeobachtungen wurden erst durch Tycho Brahe übertroffen. Ab 1468 publizierte er Ephemeriden für Sonne, Mond und Navigationssterne, die wegen ihrer Zuverlässigkeit den Seefahrern bald unentbehrlich wurden. 1471 deshalb von König Matthias nach Nürnberg entsandt, gründete er dort eine spezielle Druckerei für diese Tabellenwerke.
Die unter Papst Sixtus IV. begonnene Arbeit an der Kalenderreform wurde zwar durch seinen Tod unterbrochen, ging aber in den späteren Gregorianischen Kalender ein. Auch seine astronomischen Schriften und Exzerpte
wurden noch lange, bis über Kopernikus hinaus, verwendet.
Von Regiomontans Nachfolgern an der Universität Wien sind besonders zwei zu erwähnen:
- Andreas Stiborius (1464–1515). Er war auch Prior des Herzogskollegs und gründete mit dem Conrad Celtis den Humanistenkreis Sodalitas litteraria. Für Leo X. schrieb er ein Gutachten zur Kalenderreform, dessen originelle Schalttagsregelung aber kein Gefallen fand.
- Georg Tannstetter (1482–1535), dessen 1514 ediertes Werk Viri Mathematici über die Wiener Astronomen und Mathematiker ein früher Ansatz zum Darstellen von Wissenschaftsgeschichte ist. Als königlicher Leibarzt lehrte er auch Medizin, war 1512 Rektor der Universität und arbeitete als Kartograf. Nach Mitarbeit an einer verschollenen Österreich-Karte gab er 1528 die Tabula Hungarie heraus. Sein berühmtester Schüler war der Universalgelehrte und Publizist Peter Apian.